# 145th Street (IRT Broadway–Seventh Avenue Line)
Ne doit pas être confondu avec 145th Street (IND Eighth Avenue Line) ou 145th Street (IRT/métro de New York).
145th Street, est une station, établie en souterrain, de la ligne d'infrastructure IRT Broadway-Seventh Avenue du métro de New York. Elle est située, à l'intersection West 145th Street & Broadway, sur le quartier Washington Heights, dans l'arrondissement de Manhattan, de la ville de New York aux États-Unis.
C'est une station historique ouverte, par l,Interborough Rapid Transit Company (IRT), en 1904. Exploitée par la New York City Transit Authority depuis 1940, elle est desservie, jours et nuits, par les rames du service 1 (rouge) du métro.

## Situation sur le réseau

Plan du métro de New York (2009)

### Infrastructure
Établie en souterrain, 145th Street, est une station de la ligne d'infrastructure du métro IRT Broadway-Seventh Avenue. Elle est située entre la station 157th Street, en direction du terminus nord, et la station 137th Street – City College, en direction du terminus sud.

### Service desserte
La station 145th Street est une station d'arrêt du service de desserte 1 du métro de New York : elle est située entre la station 157th Street, en direction du terminus nord Van Cortlandt Park – 242nd Street, et la station 137th Street – City College, en direction du terminus sud South Ferry – Whitehall Street.